# بنك كوستاريكا المركزي
بنك كوستاريكا المركزي هو البنك المركزي وهو الجهة المالية المسؤؤولة في كوستاريكا، وقد أسس في يناير 1950.
بنك كوستاريكا المركزي هو المسؤول عن إصدار الكولون الكوستاريكي.